# Hadena dileucescens
Hadena dileucescens är en fjärilsart som beskrevs av Lucas 1895. Hadena dileucescens ingår i släktet Hadena och familjen nattflyn. Inga underarter finns listade i Catalogue of Life.